# Sone no Yoshitada

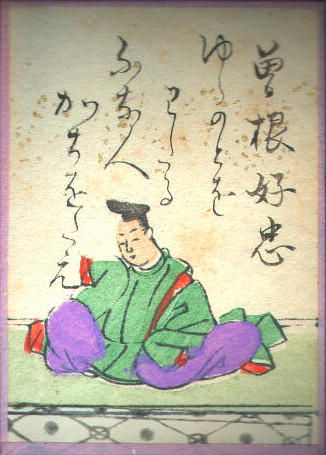
Sone no Yoshitada

Sone no Yoshitada (jap. 曾禰 好忠; * um 920; † nach 1000) war ein japanischer Waka-Dichter.
Über die Lebensumstände Sone no Yoshitadas ist fast nichts bekannt, außer dass er der Provinzsekretär von Tango war, weshalb er auch als Sotango (曾丹後) oder kurz Sotan (曾丹) bezeichnet wurde. Sein schlichter Sprachstil kontrastierte zu der an Tsurayuki geschulten Dichtkunst seiner Zeit. Insgesamt sind von ihm mehr als 360 Tanka überliefert. Er zählt zu den Sechsunddreißig Unsterblichen der Dichtkunst des Mittelalters (Chūko Sanjūrokkasen).